# Dan Ndoye
Dan Assane Ndoye (* 25. Oktober 2000 in Nyon) ist ein Schweizer Fussballspieler.

## Familie
Ndoye hat eine Schwester und einen Bruder, die beide auch Sport betreiben, die Schwester als Leichtathletin, der Bruder spielt beim FC Saint-Prex in der 2. Liga. Seine Mutter ist Schweizerin, sein Vater Senegalese, und seine Grossmutter wohnt im Senegal. Ndoye ist in Saint-Prex im Waadtland aufgewachsen.

## Karriere

### Vereine
Ndoye begann mit fünf Jahren, beim FC La Côte-Sports Fussball zu spielen. Ein paar Jahre später wechselte er zu Saint-Prex, bevor er in die Nachwuchsakademie des Kantons Waadt Team Vaud wechselte. Beim Team Vaud wurde er erst in Gland, dann in Nyon eingesetzt, doch bald kam er in die U-15 des FC Lausanne-Sport. Im März 2018 wurde er in das Kader der U-21-Mannschaft befördert, für die er bis März 2019 insgesamt 21 Partien in der viertklassigen 1. Liga absolvierte und dabei sieben Tore erzielte. Im Februar 2019 gab er beim 2:2 gegen den FC Vaduz sein Debüt für die erste Mannschaft des FC Lausanne-Sport in der zweitklassigen Challenge League, als er in der 71. Minute für Anthony Koura eingewechselt wurde. Bis Saisonende kam er zu 15 Einsätzen in der zweithöchsten Schweizer Spielklasse, in denen er sechs Tore schoss. In der folgenden Spielzeit bestritt er 30 Spiele in der Challenge League und erzielte dabei fünf Treffer. Lausanne stieg schlussendlich als Tabellenerster in die Super League auf. Im Sommer 2020 schloss er sich dem französischen Erstligisten OGC Nizza an, der Ndoye bereits Anfang des Jahres verpflichtet hatte. In seiner ersten Saison in der Ligue 1 kam der Rechtsaussen zu 28 Partien, wobei er einmal traf. Zudem spielte er mit Nizza in der Gruppenphase der UEFA Europa League. Ndoye fungierte allerdings meist als Einwechselspieler. Nach drei Toren in 37 Spielen in der ersten Liga Frankreichs kehrte er Ende August 2021 in die Schweiz zurück und wechselte auf Leihbasis zum vorjährigen Vizemeister FC Basel. Dieser zog im Januar 2022 eine bestehende Kaufoption und verpflichtete Ndoye damit fix.
Im August 2023 wechselte er zum FC Bologna, mit welchem er in der Saison 2023/24 die Qualifikation zur Champions League erreichte. Mit seinem Siegtreffer in der Finale gegen AC Mailand bringt Ndoye am 14. Mai 2025 Bologna nach 51 Jahren zurück zum Coppa-Italia-Triumph.
Im Juli 2025 wechselt er in die Premier League zu Nottingham Forest und unterschrieb dort einen Vertrag bis 2030.

### Nationalmannschaften
Ndoye spielte im Oktober 2017 zweimal für die Schweizer U-18-Auswahl. Zwischen 2018 und 2019 kam er neunmal in der U-19-Nationalmannschaft zum Einsatz und schoss dabei drei Tore. Im Juni 2019 debütierte er im U-21-Team, für das er bislang in zwölf Partien fünf Tore erzielte. Im Frühling 2021 nahm er mit der U-21 an der Gruppenphase der U-21-Europameisterschaft teil. Im Mai 2021 wurde er von Trainer Vladimir Petković in das vorläufige Kader der A-Nationalmannschaft für die Europameisterschaft 2021 berufen und später wieder aus dem Aufgebot gestrichen. Für die Europameisterschaft 2024 schaffte er es in das Schweizer Kader, in dem er auch der Jüngste ist. Hier kam er in den Gruppenspielen gegen Ungarn und Schottland zum Einsatz, beim Spiel gegen Deutschland erzielte er seinen ersten Länderspieltreffer.

## Erfolge

### FC Bologna
- Coppa Italia: 2024/25